# اسم الجمع
اِسْمُ الجَمْعِ ما دل على معنى الجمع، وليس على صيغة الجمع. ولا يكون له في الغالب واحد له من لفظه. مثاله لفظ «خَيْل»، فهو يدل على الجمع وإن لم يجئ على إحدى صيغ الجمع المخصوصة كالجموع الصحيحة وجموع التكسير، ومفرده «فَرَس» من غير لفظه. 